# E. Thomas
E. Thomas er en italiensk klædemølle og tekstilvirksomhed, der blev grundlagt i Brusimpiano i Lombardiet i det nordlige Italien i 1922 af Ernesto Thomas. Klædemøllens produkterinkluderer en række blandinger af uld og silke, kinesisk og mongolsk kashmir, mohair og hør.  Fabrikken ligger ved Luganosøen.

## Kunder
Club Monacos chef for herretøj, Aaron Levine, valgte E. Thomas en produktlinje af deres jakkesæt.
Hickey Freeman bruger E. Thomas produkter til en del af deres tøj.
SuitSupply, der er en hollandsk tøjkæde, bnytter tekstiler fra E. Thomas til nogle af deres jakkesæt og blazere.
Saviero Ltd lagerfører og disribuerer klædestoffer til jakker til forskellige skrædderier og tøjfabrikanter over hele verden.